# Al-Ghazali
Abū Ḥāmid Muḥammad Ibn Muḥammad al-Tūsī al-Ghazālī, il cui nome venne latinizzato come Algazel e Algazelus nell'Europa medioevale (in persiano أبو حامد الغزالي‎; Tus, 1058 – Tus, 19 dicembre 1111), è stato un teologo, filosofo, mistico e giurista persiano, figura chiave nella storia del pensiero islamico.
Considerato il più importante filosofo e teologo dell'Islam, ad al-Ghazālī è riconosciuto soprattutto il merito di esser riuscito nell'unificare il sufismo con l'ortodossia legale.
Persona di grande cultura, spirito avventuroso e inquieto, al-Ghazālī è stato l'autore di almeno 50 opere letterarie in arabo trattanti diverse tematiche, dalla filosofia neoplatonica alla teologia islamica, dal misticismo sufi alla giurisprudenza.
Tra i suoi scritti più famosi ed influenti figurano soprattutto Iḥyāʾ ʿulūm al-dīn e Maqāṣid al-falāsifa; quest'ultimo trovò successo anche in Europa ed è stato uno dei primi libri ad essere tradotto dall'arabo in latino.

## Biografia
al-Ghazālī nacque nel 1058 a Tus, una città situata nella provincia di Khorasan, in Persia. Suo padre, un seguace della corrente mistica sufi, morì quando al-Ghazali era ancora giovane. Insieme a suo fratello minore, Ahmad Ghazali (che diverrà assai noto come teorico dell'amore mistico), furono seguiti, per alcuni anni, da un amico del padre.
Nel 1070 i due fratelli si trasferirono nella persiana Gorgan, capitale del Golestan, ove per un periodo di sette anni, studiarono nelle scuole religiose (madrasa) locali la giurisprudenza coranica (fiqh), prima di ritornare a Tus.
Intorno al 1080 si trasferì a Nishapur, nel nordest dell'Iran, dove intraprese gli studi in una apprezzata scuola musulmana.
Terminati gli studi, iniziò la carriera di professore presso la rinomata università musulmana di Baghdad  della Nizāmiyya, dal nome del celebre visir selgiuchide Nizam al-Mulk, che fu suo promotore e protettore.
Improvvisamente nel 1095, pare a seguito di una profonda crisi spirituale, abbandonò la sua carriera di docente per dedicarsi all'approfondimento dei temi della mistica (tasawwuf). Intraprese il pellegrinaggio alla Mecca e successivamente si recò in visita a Damasco, Gerusalemme e Medina. Infine, ritornò nella sua città natale, per trascorrervi gli ultimi anni di vita attendendo al completamento del suo opus magnum, la Iḥyāʾʾ ʿulūm al-dīn (Rivivificazione delle scienze religiose) considerato la summa del sapere teologico islamico nel Medioevo.
al-Ghazālī contribuì in modo decisivo alla sistematizzazione delle dottrine del sufismo e alla sua accettazione ed integrazione nel corpo dell'ortodossia islamica. Era uno studioso dell'islam sunnita, appartenente alla scuola di diritto sciafeita e alla scuola di teologia asharita. Ricevette molti titoli come Sharaf al-aʾimma ossia "onore degli imam" (in arabo شرف الائمه‎?), Zayn al-dīn ovvero "ornamento della fede" (in arabo زین الدین‎?), Ḥujjat al-Islām, cioè "prova dell'Islam" (in arabo حجة الاسلام‎?).
Collocabile nell'alveo della influente scuola teologica asharita (fondata nel X secolo da al-Ash'ari) se ne differenziò per alcuni aspetti, soprattutto riuscendo a infondervi una marcata sensibilità mistica.
Oltre ad essere stato un teologo, e un filosofo, compì studi nei campi della cosmologia, della fisica e della giurisprudenza.

### Educazione
al-Ghazālī nacque nella città di Tūṣ (Khorasan) o in un villaggio vicino, in una famiglia persiana di mezzi modesti, alcuni dei quali erano noti per la loro competenza e passione per il misticismo sufi.
Era ancora giovane quando suo padre morì, dopo aver incaricato uno dei suoi amici sufi di occuparsi dell'educazione dei suoi due figli. L'amico in questione adempì all'incarico fino all'esaurimento dei fondi lasciati dal padre: a quel punto, consigliò ai due fratelli di entrare in una madrasa, in cui gli allievi seguivano vari corsi ed erano materialmente mantenuti. al-Ghazālī avrebbe iniziato verso l'età di sette anni con lo studio della Lingua araba e della Lingua persiana, del Corano e dei principi della religione islamica. Dopo la madrasa, frequentò un ciclo di studi secondari superiori, che comportavano lo studio del fiqh (giurisprudenza islamica) e dell'esegesi tafsīr del testo coranico e dei ḥadīth (tradizioni giuridicamente rilevanti).
Verso l'età di 15 anni si stabilì a Gorgan, centro fiorente del sapere all'epoca, situato a 160 km da Tūṣ, per studiare (secondo Subkī) il fiqh con l'Imam al-Ismāʿīlī (1084). Questo tipo di "viaggio alla ricerca della conoscenza" (ṭalab al-ʿilm) al fine di seguire l'insegnamento dei maestri famosi del momento, era una delle tradizioni educative dell'Islam. Ritornò l'anno seguente a Tūṣ, dove rimase tre anni, dedicati a memorizzare e meglio comprendere ciò che aveva trascritto dell'insegnamento dei suoi maestri.
Poi si recò a Naysabur (Nishapur), dove soggiornò dal 1081 al 1085. Qui studiò il fiqh, la teologia dogmatica (kalām) e la logica, così come, gli elementi di filosofia, dall'Imam Abu al-Ma'ali al-Juwayni, il giureconsulto di rito sciafeita più celebre dell'epoca. al-Ghazālī aveva allora 23 anni. Durante i cinque anni che seguirono, fu allievo e assistente dell'Imam al-Juwaynī, e cominciò a pubblicare alcuni lavori e a studiare il sufismo con un altro shaykh, Abū ʿAlī al-Fārmadhī.

### Opere

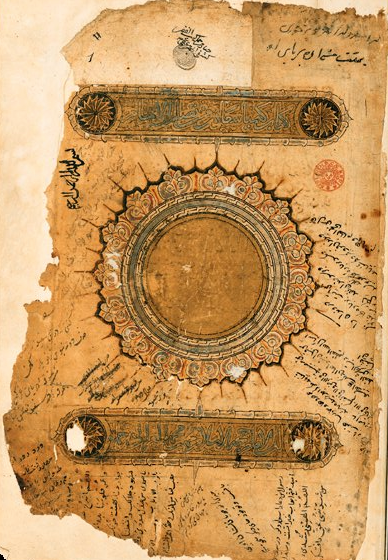
1308 Edizione persiana dell'Alchimia della felicità

Anche se la tradizione gliene attribuisce più di 400, al-Ghazālī in realtà scrisse 50 libri, trattanti diversi campi di studio (scienza, filosofia, sufismo ecc.). Il suo L'incoerenza dei filosofi (Tahāfut al-falāsifa) dell'XI secolo segnò una svolta nella epistemologia islamica, ove al-Ghazali sviluppò alcuni aspetti dello scetticismo filosofico che sarebbe entrato nella filosofia occidentale solo grazie a Cartesio, George Berkeley e David Hume. L'incontro con lo scetticismo portò al-Ghazālī ad abbracciare una forma di occasionalismo teologico, nel credere che tutti gli eventi e le interazioni causali non fosseroo prodotte da circostanze materiali ma siano espressioni immediate e tangibili della volontà di Dio.
L'Incoerenza segnò anche un punto di svolta nella filosofia islamica con il forte rinnegamento di Aristotele e Platone. Il libro aveva come bersaglio polemico la falāsifa («filosofia», termine arabo dal trasparente etimo greco), coltivata dai filosofi musulmani dall'VIII all'XI secolo (i più famosi dei quali erano al-Kindi, Avicenna e al-Farabi) che si rifacevano agli antichi greci. al-Ghazālī denunciò i filosofi greci come non-credenti ed etichettò coloro che utilizzavano la loro dottrina come corruttori della fede islamica, salvo poi, nell'introduzione a quest'opera, i Maqāṣid al-falāsifa (Le intenzioni dei filosofi), esporre senza accenno di confutazione le tesi dei filosofi da lui contestati, finendo così paradossalmente con l'essere annoverato tra questi già nella cultura latina del XII e XIII secolo.
I temi principali sviluppati in quest'opera erano: la negazione della teoria dell'eternità del mondo, l'affermazione della conoscenza da parte di Dio delle cose particolari e non solo delle leggi generali del creato, la denuncia dell'incapacità dei filosofi di provare l'esistenza di Dio, la confutazione della tesi dei filosofi tendente ad assegnare a Dio il ruolo di costruttore del mondo, privato, però, nello stesso tempo degli attributi divini (l'idea del Demiurgo), l'inabilità dei filosofi a dimostrare sia l'unità di Dio, sia la spiritualità dell'anima, quest'ultima esistente in modo indipendente dal corpo.

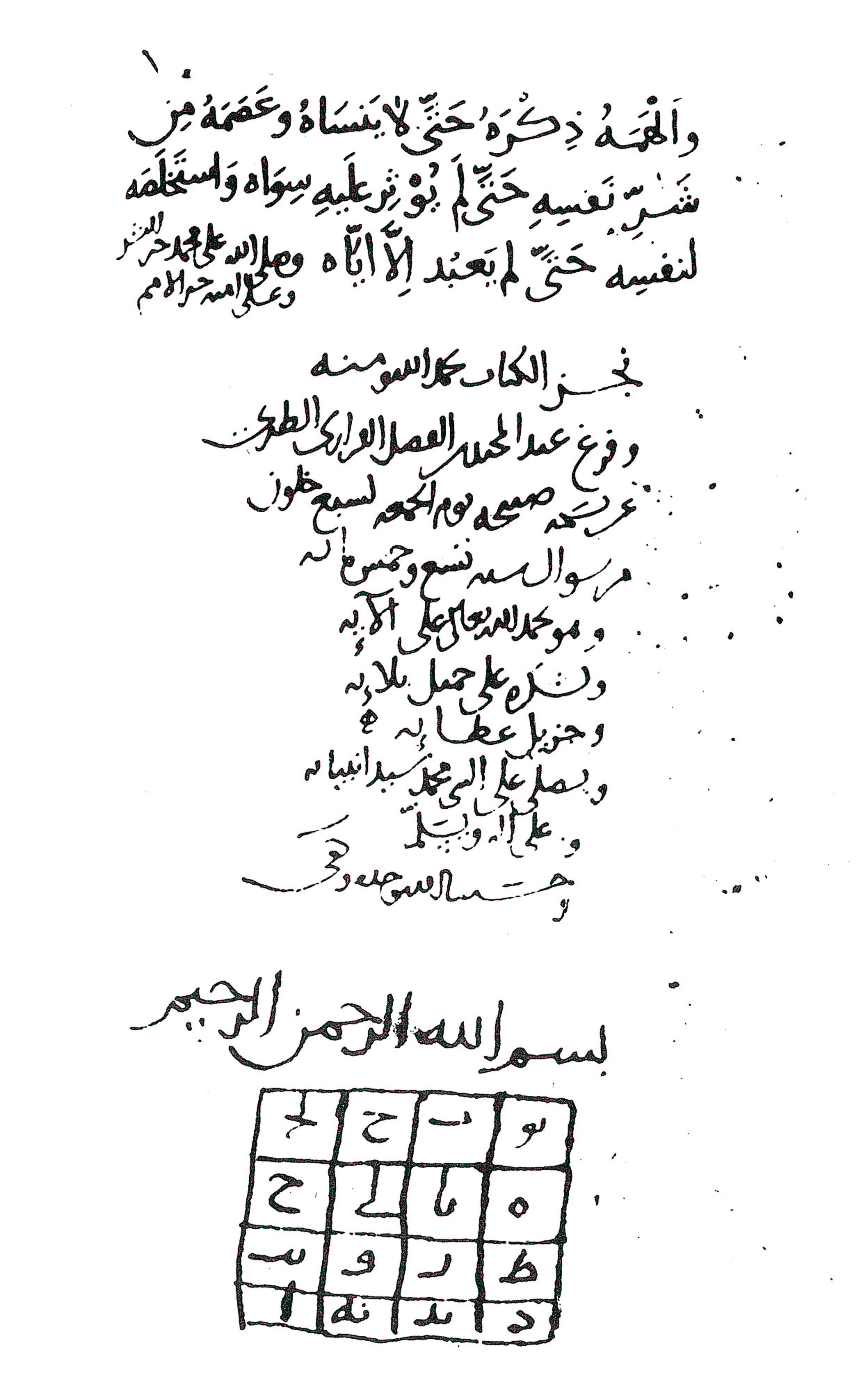
Ultima pagina dell'autobiografia di al-Ghazālī in MS Istanbul, Shehid Ali Pasha 1712, datata A.H. 509 = 1115-1116.

Nel secolo successivo, Averroè scrisse una lunga refutazione dell'Incoerenza chiamandola Incoerenza dell'Incoerenza (Tahafut al-Tahafut), tuttavia il corso epistemologico del pensiero islamico era già marcato.
L'opera capitale di al-Ghazālī è l'Iḥyāʾ ʿulūm al-dīn (La rinascita delle scienze religiose o La rivivificazione delle scienze religiose), risalente agli inizi del XII secolo, divisa in numerosi libri che configurano una vera e propria enciclopedia del sapere teologico nell'Islam medievale. Vi sono trattati, in modo sistematico e organicamente organizzato, la giurisprudenza (fiqh), la teologia (kalām) e la mistica ispirata al sufismo. Contiene quattro sezioni principali: un quarto (Rubʿ) è dedicato agli Atti di fede (Rubʿ al-ʿibādāt), un quarto alle Norme di vita quotidiana (Rubʿ al-Adatāt), un quarto alle Strade della perdizione (Rubʿ al-Muhlikāt) e un ultimo quarto alle Strade della salvezza (Rubʿ al-Munjiyāt). Nei secoli sono stati redatti numerosi commenti ai libri dell'Iḥyāʾ: «Se tutte le scienze islamiche dovessero scomparire, si potrebbero ricreare nuovamente dall'Iḥyāʾ ʿulūm al-dīn». Di quest'opera al-Ghazali scrisse un ampio riassunto in persiano con il titolo Alchimia della felicità (Kīmyā-ye saʿādat).

### Altri contributi
Al-Ghazālī si distinse anche per i suoi incisivi studi sulla teoria atomistica, che prendendo spunto dalle precedenti teorie greche e indiane, rilevava negli atomi l'unica sostanza perpetua, presente nell'universo.

Nell'opera citata Iḥyāʾ ʿulūm al-dīn, si pronunciò a favore della medicina, valutata come una disciplina scientifica lodevole, seppur non religiosa, mentre condannò le pratiche astrologiche.

Nei suoi scritti appoggiò l'uso della dissezione e lo sviluppo degli studi di anatomia, in quanto evidenziavano agli occhi dei ricercatori le meraviglie del creato e quindi l'esistenza e la bontà dell'opera divina.

Nel settore della cosmologia al-Ghazālī sostenne la teoria, appoggiata dai teologi e filosofi medievali, di un universo dal tempo non infinito e avente avuto un inizio, in opposizione ai filosofi greci che ritenevano il contrario.

La sua produzione nel campo della psicologia fu di notevole spessore, basti ricordare i suoi studi sul sé e sui moti psicologici dell'individuo (desideri e rabbie); fu uno dei primi studiosi a suddividere le origini sensoriali, in cinque sensi esterni e in cinque interni (immaginazione, riflessione, pensiero, associazione, dissociazione), di cui cercò di localizzare la sede nel cervello.
Discusse se la conoscenza sia innata o acquisita e delineò le differenze intercorrenti fra animali e uomini, oltre a quelle fra malattia fisica e spirituale.

### Influenze

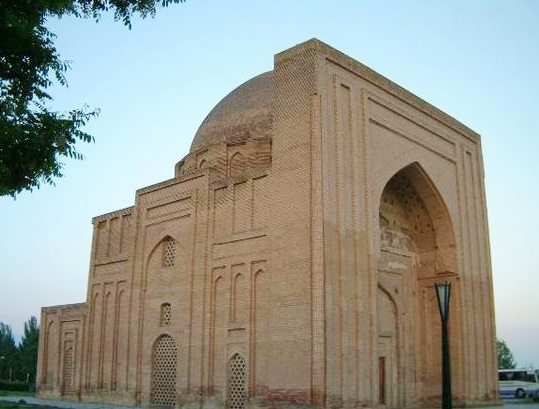
La Haruniyye (Khorasan), dove è sepolto al-Ghazālī

L'opera di al-Ghazālī ha influito sia sui filosofi musulmani che sui filosofi cristiani del Medioevo, i quali cominciarono a conoscerlo dall'XI-XII secolo attraverso le traduzioni latine compiute soprattutto in Spagna presso il celebre collegio dei traduttori di Toledo.
(Margaret Smith, Al-Ghazali: The Mistic, Londra 1944)
La prima opera di Ramon Llull fu la traduzione catalana della Lògica d'Algatzell (1271).
La stessa Margaret Smith sottolinea:
(Margaret Smith, Al-Ghazali: the Mistic, Londra, 1944)
L'influsso di al-Ghazali è stato comparato con l'opera di san Tommaso d'Aquino per la teologia cristiana, ma i due differiscono grandemente nel metodo e nella fede. Mentre Ghazali respinge i filosofi non islamici come Aristotele e dice di non accettare i loro insegnamenti in base al loro non essere credenti, l'Aquinate considera tutti e incorpora il pensiero greco e latino nella sua filosofia.

## Traduzioni italiane
- Abu Hamid al-Ghazali, Scritti scelti, a cura di L. Veccia Vaglieri e R. Rubinacci, UTET, Torino 1970
- Abu Hamid al-Ghazali, L'inizio della Retta Guida, a cura di G. Celentano, SITI, Trieste 1989
- Abu Hamid al-Ghazali, L'unicità divina e l'abbandono fiducioso, a cura di P. Urizzi, Il Cerchio, Rimini 1995
- Abu Hamid al-Ghazali, Il libro della meditazione, a cura di G. Celentano, SITI, Trieste 1988
- Abu Hamid al-Ghazali, Lettera al discepolo, a cura di F. Peirone, Ed. Esperienze, Fossano 1972
- Abu Hamid al-Ghazali, Lettera a un discepolo, a cura di S. Ciccarello, Sellerio editore, Palermo, 1992
- Abu Hamid al-Ghazali, L'amore di Dio, a cura di C. Fabrizi, EMI, Bologna 2004
- Abu Hamid al-Ghazali, La perla preziosa. La vita dopo la morte, a cura di T. Villani e P. Dalla Vigna, Mimesis, Milano 2000
- Abu Hamid al-Ghazali, Il libro del matrimonio, a cura di Y. Tawfik e R. Rossi Testa, Lindau, Torino 1995
- Abu Hamid al-Ghazali, Il concerto mistico e l'estasi, a cura di A. Iacovella, Il leone verde, Torino 1999
- Abu Hamid al-Ghazali, La vigilanza e l'esame di coscienza, a cura di M. A. Golfetto, Il leone verde, Torino 2005
- Abu Hamid al-Ghazali, La bilancia dell'azione, a cura di Massimo Campanini, UTET, Torino 2005
- Abu Hamid al-Ghazali, Le meraviglie del cuore, a cura di I. Peta, Il leone verde, Torino 2006
- Abu Hamid al-Ghazali, Le perle del Corano, a cura d M. Campanini, Rizzoli-BUR, Milano 2000
- Abu Hamid al-Ghazali, Una brillante confutazione della divinità di Gesù sulla base del testo del Vangelo, Mimesis, Milano 2007
- Abu Hamid al-Ghazali, Trattato sul Destino, Mimesis, Milano 2009
- Abu Hamid al-Ghazali, La Nicchia delle Luci, a cura di Laura Veccia Vaglieri e Roberto Rubinacci; Tea edizioni (prima edizione Tea 1989)
- Abu Hamid al-Ghazālī, Le luci della sapienza, a cura di Massimo Campanini, collana Conoscenza religiosa, Milano, SE, 2017  [2012], ISBN 9788867236725.